# کوه آلبا

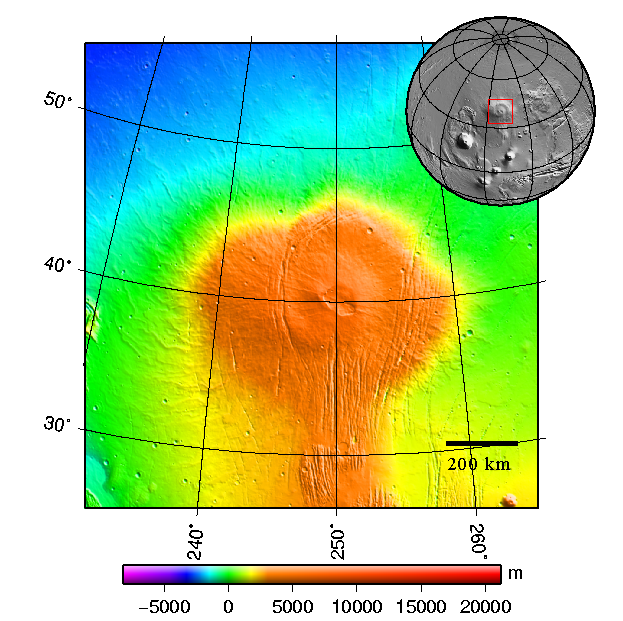
کوه آلبا و محل آن بر کره بهرام.

کوه آلبا (به انگلیسی: Alba Mons) یا دیگ‌وار آلبا (به انگلیسی: Alba Patera) کوهی عظیم و آتشفشانی بر سطح کره بهرام (مریخ) است که در شمال منطقه تارسیس واقع شده‌است. با این‌که پهناوری این کوه به اندازه پهناوری ایالات متحده‌است اما بلندای قله آن از ۶٫۸ کیلومتر بیشتر نیست. ارتفاع الیا یک‌سوم ارتفاع کوه المپوس است که بلندترین آتشفشان بهرام می‌باشد. 
کوه آلبا بزرگ‌ترین آتشفشان بهرام از نظر مساحت است و دشت‌های گدازه‌ای آن از قله تا دامنه تا دست‌کم ۱۳۵۰ کیلومتر ادامه می‌یابد. دامنه‌های آلبا شیب ملایمی دارند و میانگین شیب دامنه شمالی آن ۰٫۵° است که پنج بار کمتر از دیگر آتشفشان‌های بزرگ منطقه تارسیس است.
کوه آلبا هیچ عارضه مشابهی بر سطح کره زمین یا مریخ ندارد.

## نام
نام آلبا از واژه‌ای لاتینی و به معنای سفید است و به ابرهایی اشاره دارد که اغلب از زمین با تلسکوپ بر فراز این کوه دیده می‌شود. کوه آلبا در سال ۱۹۷۲ توسط فضاپیمای مارینر ۹ کشف شد و در آغاز، «پدیده آتشفشانی آلبا» نامیده می‌شد. اتحادیه بین‌المللی اخترشناسی در سال ۱۹۷۳ آن را رسما دیگ‌وار آلبا نامید.